# Ahlefeld
Ahlefeld este o comună din landul Schleswig-Holstein, Germania.